# Syhłowate
Syhłowate (ukr. Сигловате) – wieś na Ukrainie, w obwodzie lwowskim, w rejonie samborskim (wcześniej w rejonie turczańskim). Miejscowość liczy około 833 mieszkańców. Pierwsze wzmianki o wsi pochodzą z 1580. Niegdyś część wsi Butla.
Położona jest nad potokiem Hnyła. Przed II wojną światową w granicach Polski, wchodziła w skład powiatu turczańskiego.

## Ważniejsze obiekty
- Cerkiew greckokatolicka